# ASCO Arena
Die ASCO Arena ist ein Fußballstadion im Stadtteil Bayıl der aserbaidschanischen Hauptstadt Baku. Sie wurde 2012 eröffnet und der Eigentümer ist der aserbaidschanische Fußballverband AFFA.

## Geschichte
Die Bauarbeiten begannen am 31. März 2010. Das Stadion wurde rechtzeitig für die im September beginnende U-17-Fußball-Weltmeisterschaft der Frauen 2012 fertiggestellt und eröffnet. Die erste Partie trugen am 3. September 2012 die U-17-Juniorinnen von Aserbaidschan und Sambia aus. Während der WM wurden hier vier Gruppenspiele ausgetragen. Das Spielfeld besteht aus einem Kunstrasen. Die Fußballarena hat eine Gesamtkapazität von 3200 Zuschauern. davon sind 450 V.I.P.-Plätze und neun behindertengerechte Plätze. Am Eingang sind vier Drehkreuze installiert. Die Arena hat auch drei V.I.P.-Logen und eine V.I.P.-Lounge für 60 Personen. Auf dem Gelände stehen 40 V.I.P.-Parkplätze zur Verfügung. Das Stadion bietet vier unterschiedlich große Umkleidekabinen (A und B 50,31 m², C 40,50 m² und D 26,72 m²), die jeweils mit 25 Spinde, zwei Toiletten, sieben Duschen und einem Massagetisch ausgestattet sind. Des Weiteren verfügt es über zwei Umkleideräume mit jeweils sechs Spinde, eine Toilette, eine Dusche, ein Dopingprobenraum, ein medizinischer Raum und ein Raum für die FIFA bzw. UEFA. Das Flutlicht leistet 1500 Lux Beleuchtungsstärke. Die LED-Videoanzeigetafel hat die Maße 3,65 × 2,47 m. Es stehen zur Notversorgung zwei Generatoren bereit, die das gesamte Stadion in zehn Sekunden mit Strom versorgen können. Die Pressetribüne bietet 60 Plätze. 38 davon sind mit Tischen, Stromanschluss und Internetverbindung ausgestattet. Im Pressekonferenzraum stehen ebenfalls 60 Plätze bereit. Das Medienzentrum ist auf 48 Personen ausgelegt und ist mit der notwendigen, technischen Ausrüstung ausgestattet. Am 20. Dezember 2017 wurde das Trainingszentrum am Stadion in Betrieb genommen. Das Gebäude verfügt über 16 Zimmer, die Platz für 36 Spieler und Trainer bieten. Die Zimmer sind mit Bad ausgestattet. Hinzu kommt eine Wäscherei und ein Café.
Im April 2019 erhielt die Spielstätte den Sponsornamen ASCO Arena, nach der Azərbaycan Xəzər Dəniz Gəmiçiliyi (deutsch Aserbaidschanisch-Kaspischen Schifffahrtsgesellschaft).

## Spiele der U-17-Fußball-Weltmeisterschaft der Frauen 2012 in Bayıl
- 26. Sep. 2012:  Uruguay –  Ghana 0:5 (0:3)
- 26. Sep. 2012:  Volksrepublik China –  Deutschland 1:1 (1:0)
- 29. Sep. 2012:  Vereinigte Staaten –  Nordkorea 1:1 (1:1)
- 29. Sep. 2012:  Kolumbien –  Nigeria 0:3 (0:1)